# فریدریش لیست
فریدریش لیست (آلمانی: Friedrich List; ۶ اوت ۱۷۸۹ – ۳۰ نوامبر ۱۸۴۶) یک اقتصاددان اهل آلمان بود.
از معروفترین اقتصاددانان ملی‌گرای آلمانی که به‌عنوان یکی از بنیان‌گذاران مکتب تاریخی و مکتب ملی‌گرایی نیز از وی نام برده شده‌است، فردریک لیست می‌باشد؛ او را می‌توان یکی از منتقدان بسیار جدی مکتب کلاسیک برشمرد.

## شخصیت
فردریک لیست در سال ۱۷۸۹ متولد و در سال ۱۸۴۶ از دنیا رفت. او در ابتدای کار، به خدمت دولت و سپس به تدریس پرداخت و زمانی نیز به نمایندگی مجلس ورتمبرگ آلمان برگزیده شد. لیست به‌سبب عقاید سیاسی، مورد تعقیب قرار گرفت و به آمریکا گریخت. پس از چندی دوباره به کشورش بازگشت و در کار ایجاد اتحادیه اقتصادی دولت‌های آلمان، نقشی بس مهم ایفا کرد. او در زندگی پرماجرای خود، یک هدف بیشتر نداشت و آن هم تحقق وحدت و عظمت آلمان بود و به‌خاطر این هدف، دمی از تلاش و کوشش آرام نگرفت. زمانی، به بسط و توسعه ارتباطات میان نقاط مختلف آلمان و مخصوصاً تشویق احداث خطوط آهن پرداخت. سپس تمام تلاش خود را جهت تأمین رشد صنایع میهن خود، از طریق حمایت از محصولات و مصنوعات ملّی نمود.
پرثمرترین نظر لیست، اهمیت شایانی است که برای «ملّت» به‌عنوان یک واحد مستقل اقتصادی قائل شده و در این زمینه به مخالفت صریح با کلاسیک‌ها برخاسته است.

## آثار
کتب و رسالات بسیاری از لیست به‌جای مانده که ارزش آن‌ها یکسان نیست. از جمله:
ا) کتابی پیرامون «اقتصاد آمریکا» که به‌سال ۱۸۲۷ انتشار یافت.
ب) کتاب «نظام طبیعی اقتصاد سیاسی»؛ که به‌سال ۱۸۳۷ انتشار یافت.
ج) رساله‌ای تحت عنوان «آزادی یا محدودیت بازرگانی خارجی از نظر تاریخی».
د) «اهمیت صنایع ملی».
ه) و بالاخره کتاب بسیار مشهور وی «سیستم اقتصاد ملی»؛ که به‌سال ۱۸۴۱ انتشار یافت.

## نظرات
نظرات اساسی لیست از ایده مقایسه‌ای است؛ که میان توسعه اقتصادی سه کشور انگلستان، ایالات متحده و آلمان انجام داده‌است:

### ۱- مبادله آزاد یا سیستم حمایتی
به‌نظر لیست تاریخ نشان می‌دهد که کشورهایی که دارای شرایط مساعد پیشرفت بودند، پنج مرحله از مراحل تکامل را طی کرده‌اند:
1. مرحله توحش؛ که افراد جامعه با چیدن میوه درختان و شکار حیوانات سدّ جوع می‌کنند.
2. مرحله شبانی؛ افراد از طریق دامداری و پرورش حیوانات زندگی می‌کنند.
3. مرحله کشاورزی؛ در این مرحله از تمدن، زمین مورد بهره‌برداری قرار گرفته و افراد جامعه از طریق کشت و زرع، معیشت خود را تأمین می‌کردند.
4. مرحله کشاورزی و صنعتی؛ کشاورزی همگام با فعالیت‌های صنعتی توسعه می‌یابد.
5. مرحله کشاورزی، صنعتی و بازرگانی؛ که علاوه‌بر دارا بودن مراحل قبل، از فعالیت‌های مهم تجاری برخوردار است که همان مرحله اقتصاد جامع است.

سیستم مبادله آزاد برای سه مرحله اول تمدن کافی است؛ ولی برای این‌که از مرحله سوم به چهارم برسیم، یک رژیم حمایتی، لازم و ضروری است. ولی به محض این‌که کشور از لحاظ اقتصادی قوی و قادر به رقابت گشت، برگشت به آزادی مبادله لازمه توسعه تجارت و مبادلات بین‌المللی است.
به‌نظر لیست، آلمان، در چنین شرایط تبدیلی است و نمی‌تواند صنعت خود را بدون دارا بودن یک سیستم حمایتی، در رقابت با کالاهای انگلیسی توسعه ببخشد و همان‌طور که ملاحظه شد سیاست حمایتی، یک سیاست موقتی و محدود است و این سیاست، فقط در دوره صنعتی‌شدن قابل استفاده است.

### ۲- توسعه صنایع
به‌عقیده لیست، بسط و توسعه صنایع، مزایا و محاسنی دارد. ملتی که اساس فعالیتش بر کشاورزی باشد، همواره دست‌خوش رکود و تهی‌دستی خواهد بود. در صورت افزایش جمعیت، فعالیت کشاورزی قادر به تأمین اشتغال مکفی و رضایت‌بخش نفوس اضافی نخواهد بود و سرانجام کار چنین ملتی به فقر و انحطاط خواهد رسید. به‌نظر او توسعه صنایع، بیش از همه به‌نفع خود کشاورزان است، چراکه از طریق ازدیاد درآمدها، سبب افزایش محصولات کشاورزی و درنتیجه ارتقاء سطح زندگی و رونق کار ایشان می‌شود. لیست که برای توسعه صنایع، هوادار جدی یک سیاست حمایت از مصنوعات ملی بود، کاربرد همین شیوه را در مورد کشاورزی، مطابق مصلحت نمی‌دانست.

### ۳- توسعه ملّت‌های ضعیف
تنها راه رشد، توسعه و نموّ نیروهای تولیدی ملت‌های ضعیف، حمایت از ایشان در مقابل رقابت خارجی است. ولی این حمایت، باید نه عمومی باشد و نه دائمی؛ بلکه باید به مرحله بسط و توسعه اقتصادی ممالک و پیدایش و نموّ آن‌ها محدود گردد.

## نقد لیست به مکتب کلاسیک
ا) یکی از انتقادات لیست به مکتب کلاسیک‌ها عقیده آن‌ها به‌وجود قوانین اقتصادی جهان‌شمول مبتنی بر فردگرایی است. به‌نظر وی، منافع ادعایی آزادی تجاری مورد نظر اسمیت و دیگر کلاسیک‌ها، جهان‌شمول نبوده، بلکه هر کشور با توجه به شرایط خاص خود و با وضع تعرفه باید از محصولات داخلی حمایت کند.
ب) لیست نگرش مادی‌گرایانه مکتب کلاسیک را نیز نقص جدی این مکتب تلقی می‌کرد. از نظر او قدرت مولّد یک ملت، شامل فرهنگ، مذهب و عناصر مهم دیگری است؛ که رابطه این عناصر با یکدیگر، تنها یک رابطه مادی و فنی نیست.
ج) به‌نظر لیست، زندگی، بسیار فراتر از ارزش مبادله و ارزش مصرف است؛ که شعار اصلی کلاسیک‌ها است.
د) وی هدف علم اقتصاد را حرکت برای حل و فصل مسائل و مشکلات ملی می‌دانست و دیدگاه خصوصی‌نگر کلاسیک را در این رابطه رد می‌کرد.
ه) او برای حضور دولت در اقتصاد، اهمیت زیادی قائل است و موقعیت هر کشور در امور اقتصادی را به اعمال سیاست‌های اقتصادی دولت مرتبط می‌سازد.

## نقد به نظریات لیست
دشواری‌های اجرای سیاستی که وی پیشنهاد می‌کند؛ اجرای سیاست حمایت موقّت، عملاً دشوار است و صاحبان صنایع داخلی، همواره در طلب یک حمایت دائم هستند.
نقص دیگر افکار لیست نشان ندادن نحوه و ملاک تشخیص رشته‌های فعالیت اقتصاد ملّی که باید مورد حمایت قرار گیرد و نیز طریقه سوء استفاده‌های ممکن در این زمینه است. سوء استفاده در این زمینه آن‌قدر زیاد است که هر صاحب‌نظری را به شک و تردید وامی‌دارد.

## جانشینان لیست
هنری کری (Henry Carey) اقتصاددان آمریکایی، که در کتاب «اصول علم اجتماع» عقایدی مشابه آراء و نظریات لیست ابراز داشت. پاتن (Patten) اقتصاددان آمریکایی و پل کووس (Paul Cauwes) اقتصاددان فرانسوی نیز از ارائه دهندگان نظریات فردریک لیست بودند. البته نظریات این‌ها در زمینه حمایت از فعالیت‌های ملی، به‌مراتب دقیق‌تر و عالمانه‌تر بیان گردیده‌است.